# دولون
دولون (به یونانی: Δόλων)، در اسطوره‌های یونان، قاصدی از اهالی شهر تروا است.
دولون در افسانه‌های یونانی چاووش شهر تروآ و تنها فرزند ائومدس بود. او برای جاسوسی به اردوگاه یونانیان رفت. 
اودوسئوس و دیومدس دستگیرش کردند و و پیمان نهادند که اگر دولون اطلاعات مورد نیاز را به آنان بدهد از جانش درمی‌گذرند اما اطلاعات نظامی تروا را از او گرفتند و سپس او را کشتند.